# Михаил Ростиславич (бан Боснии)
Михаил Ростиславович (после 1243—1270) — бан Боснии c 1262 до 1266 год из династии Рюриковичей

## Биография
Представитель черниговской линии княжеской династии Рюриковичей. Старший сын князя Ростислава Михайловича черниговского и галицкого (1227—1262) от брака с венгерской принцессой Анной (1226/1227-1285). Внук черниговского князя Михаила Всеволодовича Святого и короля Венгрии Белы IV.
Его отец князь Ростислав Михайлович активно участвовал в венгеро-болгаро-византийских отношениях. В 1258 Ростислав выдал свою дочь Анну за болгарского царя Михаила Асеня, приобрёл большое влияние при болгарском дворе и был посредником между ним и византийским императором Феодором II Ласкарисом. В 1259 г. Михаил I Асень был убит своим двоюродным братом Коломаном. Ростислав Михайлович с венгерским войском вторгся в Болгарию, привёл войска к Тырново для защиты дочери-царицы. Царь Коломан II был покинут своими сторонниками, бежал из города и вскоре был убит при невыясненных обстоятельствах. Ростислав Михайлович вошёл в столицу и провозгласил своего сына Михаила Ростиславовича, женатого на сестре Михаила Асеня, царём Болгарии, однако он не был принят местной знатью.
После смерти отца князя Ростислава Михайловича в 1262 году, его земли были разделены между сыновьями: Михаил унаследовал отцовскую часть Боснии, а его младший брат Бела Ростиславич унаследовал Маховский банат (banatus Machoviensis).
Михаил поддержал тестя своего отца короля Венгрии Белу IV в гражданской войне против его сына Иштвана в 1263—1266 году и был свергнут последним в 1268 году. По некоторым данным, убит в 1270 году.
После его смерти владения Михаила Ростиславовича перешли к его брату Беле.

## Семья и дети
Был женат на Марии Ивановне из рода болгарских царей Асеней.